# Compra
 (décembre 2022).
Si vous disposez d'ouvrages ou d'articles de référence ou si vous connaissez des sites web de qualité traitant du thème abordé ici, merci de compléter l'article en donnant les références utiles à sa vérifiabilité et en les liant à la section « Notes et références ».
La compra (achat, en portugais) est un mouvement stratégique de capoeira qui s'utilise pour prendre la place d'un des deux joueurs dans la roda, afin de jouer avec l'autre. Cette action s'appelle "acheter le jeu" (comprar o jogo). Elle consiste à placer la main entre eux deux, en se tournant vers la personne avec laquelle on désire jouer.
Il y a différentes règles de sécurité à respecter, si on souhaite le faire correctement :
- Attendre le refrain pour ne pas ignorer le message que le chanteur passe dans le couplet, dans le cas où il y a un couplet (les chansons sans couplets sont appelées des "corridos").
- Se signaler au pied des instruments avant d'entrer dans le jeu. Celui qui joue au berimbau pourra éventuellement refuser la compra, s'il estime que ce n'est pas (encore) le moment d'interrompre le dialogue entre les deux joueurs.
- Attendre que le dialogue ou l'échange de coups entre les deux capoeiristes soit moins important.
- Arriver par le côté pour être vu des deux partenaires. Cela peut éviter des accidents.
- Acheter le jeu à bonne distance pour être vu sans être exposé aux coups de pied, tout en se protégeant le visage de l'autre main.